# Astrup (Mariagerfjord Kommune)
 For alternative betydninger, se Astrup. (Se også artikler, som begynder med Astrup)
Astrup er en lille by i det sydøstlige Himmerland med 491 indbyggere  (2024) indbyggere. Astrup er beliggende otte kilometer øst for Arden og 11 kilometer nordvest for Hadsund. Nærmeste by er Rostrup seks kilometer mod syd.
Byen ligger i Region Nordjylland og hører under Mariagerfjord Kommune. Astrup er desuden beliggende i Astrup Sogn.

## Om byen
I bebyggelsen ligger bl.a. Astrup Kirke, Astrup Skole, en Friskole ved navn Kammas Børneunivers som ligeledes rummer en vuggestue og en børnehave, Astrup kro, samt et værtshus, en dagligvarebutik og en frisør.
Årligt holder Astrup byfest, hvilket er en stor begivenhed for de lokale indbyggere. Traditionelt er der fx fodboldturnering og optog.
Uden for byen ligger Willestrup.